# Pilar Reiona
Maria Pilar López Sastre (Palma, 1958), de nom artístic Pilar Reiona, és una cantautora i llicenciada en filologia catalana mallorquina.
El 1992 va ser un dels membres fundadors del grup Xaloc Música, del qual és «cos i ànima» com veu solista i compositora de música i lletra, inspirat en les cançons populars de Mallorca amb l'ànim de «crear música creativa que es pot dansar a sa plaça». A més de música tradicional reinterpretada, crea igualment composicions pròpies. La seva filla, Marta Elka l'ha seguida en la carrera musical i a més de la seva obra solista, col·labora amb Xaloc Música.
Obres destacades
- Camins i Rondalles (1997)[1]
- Capicua 2002[2]
- 25 anys en un sospira (2017) amb Marta Elka (Audiovisuals de Sarrià)[4]
- Xaloc Música 10: música a sa plaça (2002), llibre[5]